# Euxoa holoberba
Euxoa holoberba är en fjärilsart som beskrevs av Smith 1900. Euxoa holoberba ingår i släktet Euxoa och familjen nattflyn. Inga underarter finns listade i Catalogue of Life.